# Ocalemia vigilans
Ocalemia vigilans är en skalbaggsart som beskrevs av Francis Polkinghorne Pascoe 1858. Ocalemia vigilans ingår i släktet Ocalemia och familjen långhorningar. Inga underarter finns listade i Catalogue of Life.